# Leszcze (Basses-Carpates)
Pour les articles homonymes, voir Leszcze.
Leszcze est une localité polonaise de la gmina de Niwiska, située dans le powiat de Kolbuszowa en voïvodie des Basses-Carpates.